# Slottet i Saché

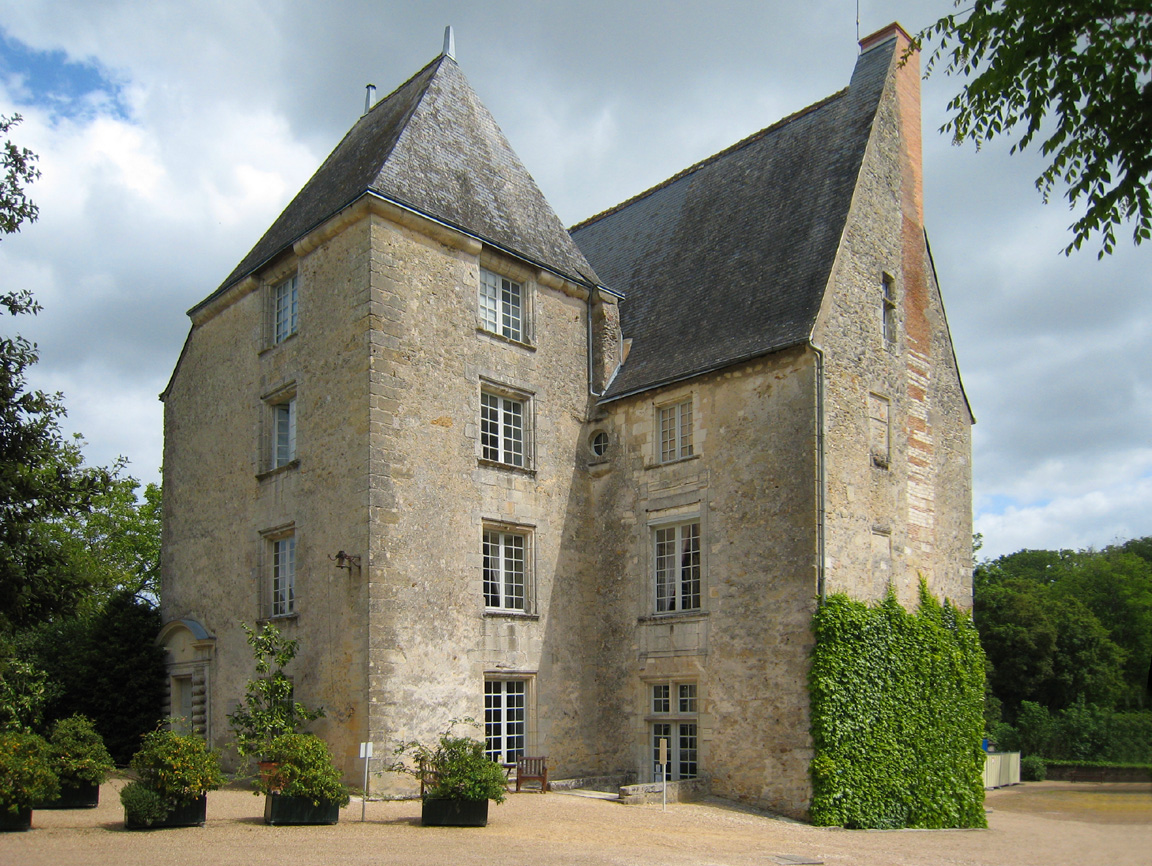
Slottet i Saché

Slottet i Saché (franska: Château de Saché) ligger i Saché i det franska departementet Indre-et-Loire, i hjärtat av den tidigare provinsen Touraine. Den franske författaren Honoré de Balzac tillbringade sin tid på slottet mellan 1830 och 1837, då han skrev några av sina verk i serien La Comédie Humaine.
Slottet byggdes under medeltiden, ändrades under renässansen och byggdes om till bostad under 1800-talet. När Balzac bodde där ägdes det av Jean de Margonne, som var hans mors älskare och far till hennes yngsta barn. Författaren tillbringade ofta längre tider på slottet med att skriva mellan 14 och 16 timmar per dag. Efter kvällsmaten sov han några timmar, vaknade vid midnatt och skrev fram till morgonen.
Idag är slottet ett museum tillägnat Balzac och återställt till den inredning som den såg ut under 1800-talet. Ett av de rum som finns i slottet är hans sovrum på andra våningen, bestående av en säng samt ett skrivbord där många av hans litterära figurer skapades.
Slottet omges av en 3 hektar stor park med bland annat liljesläktet, pioner och riddarsporrar.